# Oberstalleralm

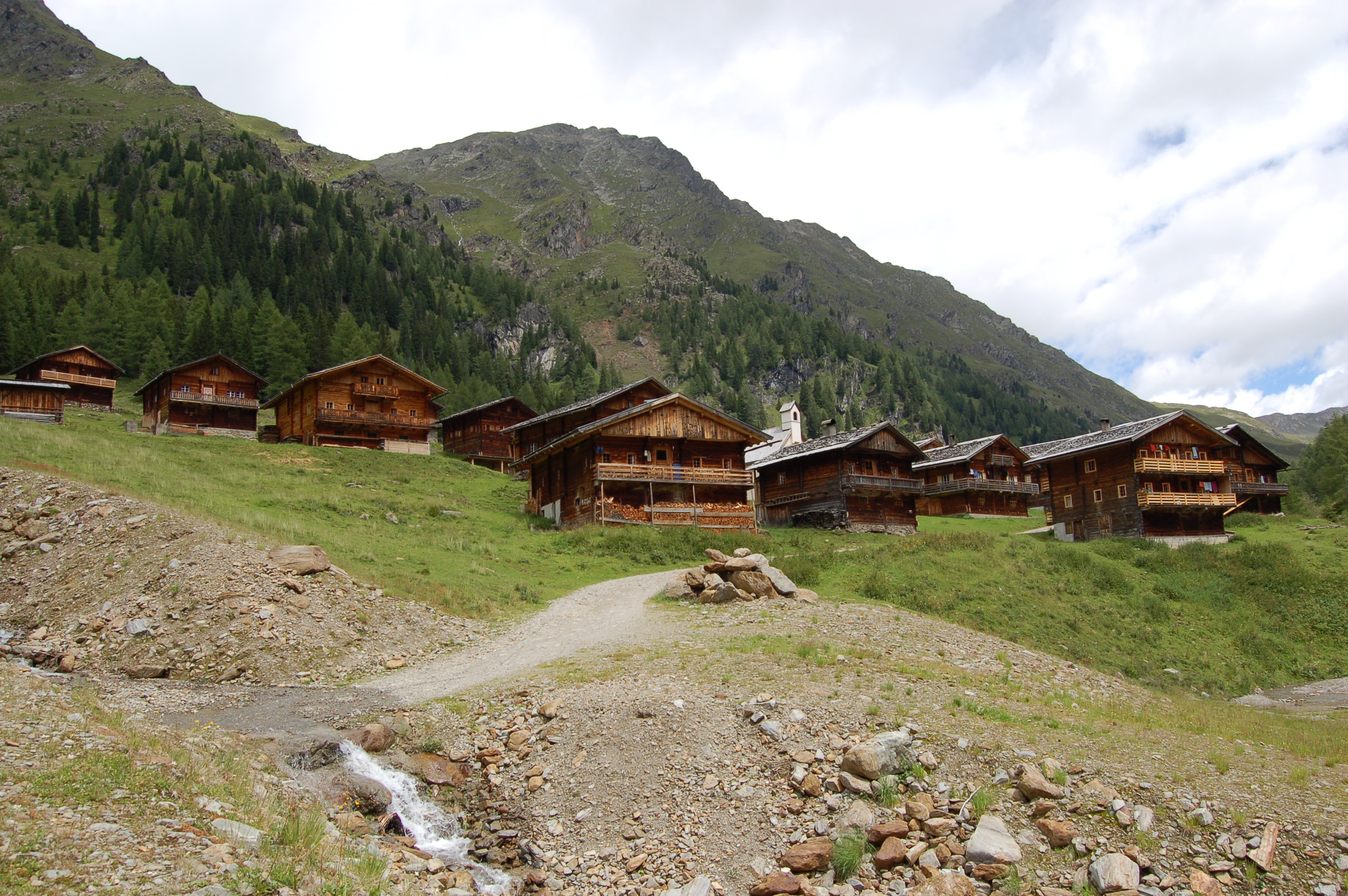
Blockhäuser der Oberstalleralm, im Hintergrund der Turm der Schutzengelkapelle

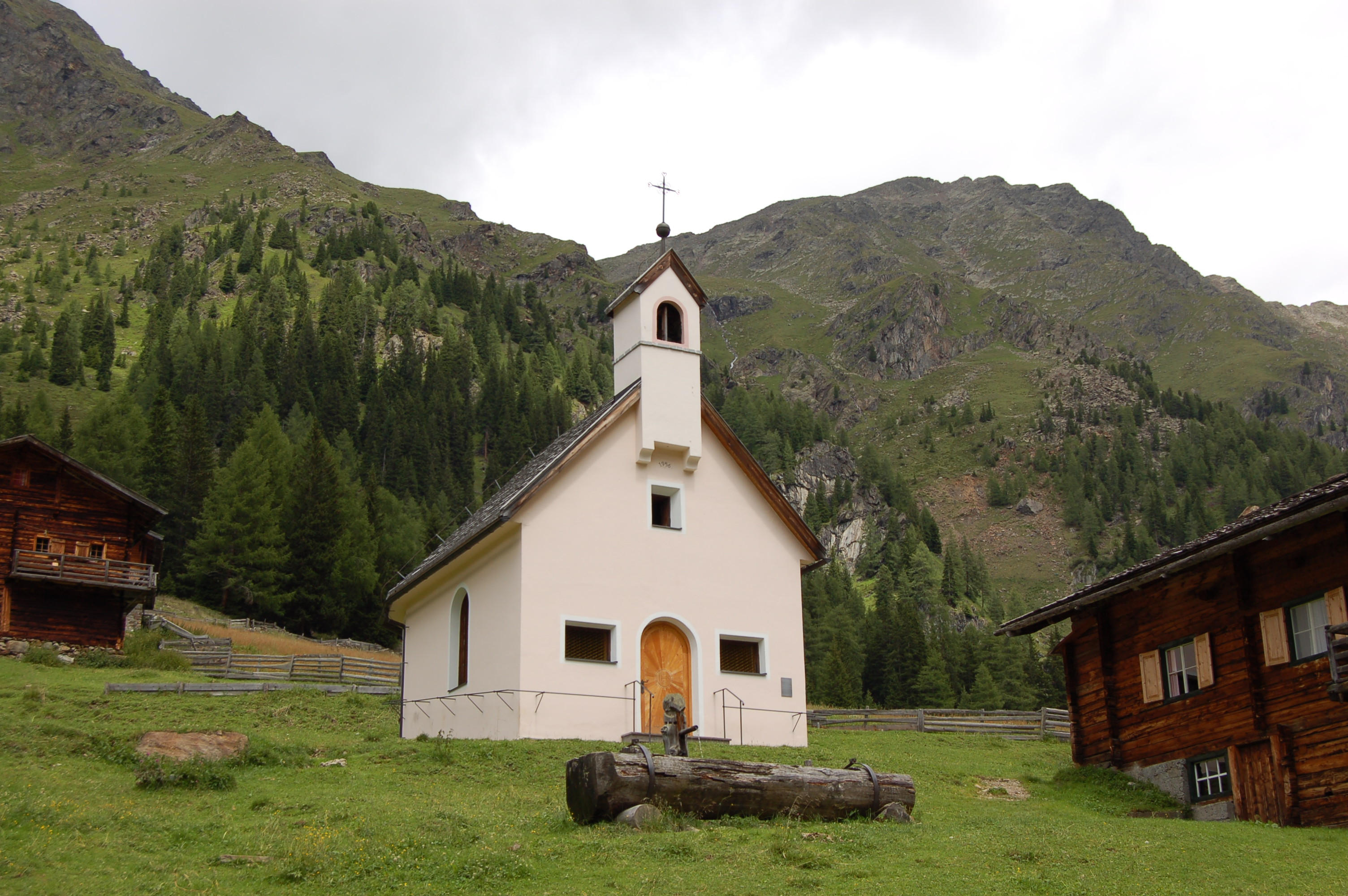
Hauptfront der Schutzengelkapelle

Die Oberstalleralm (auch Oberstaller Alm) ist ein dorfähnliche Almsiedlung in der Gemeinde Innervillgraten. Die 16 Almhütten und die Schutzengelkapelle sind Teil der insgesamt 32 denkmalgeschützten Objekte der Gemeinde Innervillgraten.

## Lage
Die Oberstalleralm liegt im hintersten Stallertal bzw. am Beginn des Arntals in der Gemeinde Innervillgraten in einer Höhe von 1864 m ü. A. Benachbarte Almsiedlungen sind die Unterstalleralm und die Kamelisenalm. Die Oberstalleralm ist durch einen Fahrweg durch das Stallertal von Innervillgraten aus über die Unterstalleralm erreichbar. Die Almsiedlung liegt am Arntalbach und wird von Bergen der Villgratner Berge wie der Weißen Spitze (2962 m), der Roten Spitze (2956 m) oder dem Großen Degenhorn (2946 m) umgeben. Wanderwege verbinden die Oberstalleralm mit den genannten Gipfeln, ebenso mit der Arntaler Lenke, über die ein Übergang in das Einattal und das Winkeltal möglich ist.

## Baudenkmäler
Die Almsiedlung besteht aus 16 Alpgebäuden und der Schutzengelkapelle, wobei der Großteil der Almhütten aus dem 19. Jahrhundert stammt bzw. im 20. Jahrhundert teilerneuert wurde. Drei Almhütten wurden in der zweiten Hälfte des 20. Jahrhunderts nach altem Stil neu gebaut. Bei den Almhütten handelt es sich durchwegs um mit dem First talseitig orientierte, zweigeschoßige Blockbauten aus Holz, die über ein schindelgedecktes Satteldach und Söller verfügen. Die Häuser wurden ursprünglich geschoßweise voneinander getrennt als Wohnraum bzw. zur Unterbringung des Almviehs genutzt, dienen jedoch heute überwiegend als spartanisch eingerichtete Ferienhäuser.
Die Schutzengelkapelle wurde zwischen 1954 und 1956 inmitten der Almsiedlung als einjochiger Sakralbau errichtet. Der Mauerbau besitzt eine eingezogene Rundapsis und ist durch ein Schindeldach mit Dachreiter geschützt, wobei der gemauerte Dachreiter leicht vorspringt und sein Satteldach von Kugel und Kreuz bekrönt wird. Die Giebelfassade wird von einem Rundbogenportal und drei Rechteckfenstern durchbrochen, in den Längswänden befinden sich Rundbogenfenster. Der Innenraum wurde nach Plänen des Franziskanerpaters Raimund Gastl aus Lienz ausgeführt, wobei der schlichte Altar und das ovale Schutzengelbild aus der Bauzeit stammen.